# 2015年FIFA汚職事件
2015年FIFA汚職事件（2015ねんFIFAおしょくじけん）は、2015年5月27日に汚職の容疑でスイスの司法当局がFIFA（国際サッカー連盟）の幹部を逮捕した事件。

## 概要
FIFAによる汚職が明らかになったきっかけは、2010年にイギリスの新聞であるサンデー・タイムズの記者が、アメリカ合衆国へのFIFAワールドカップの誘致を目指すロビイストに扮し、ナイジェリア人のFIFA理事に接触して、アメリカへ投票とする見返りとして、多額の賄賂の支払いを要求する模様をビデオカメラに収録し、それを紙面に掲載したことだった。
2011年、アメリカの連邦捜査局とアメリカの税務当局の担当者の2人が、かつてのFIFA理事で北中米カリブ海サッカー連盟事務局長も歴任したチャック・ブレーザーのもとを訪ね、そこでブレーザー自身からFIFAがこの10年以上も脱税していると指摘、捜査当局に対し、ブレーザーも捜査の協力に同意した。その後、2012年のロンドンオリンピックの時に、キーホルダーに小型のマイクを仕込んで、FIFAの幹部らの会話を録音し、その一方で、ブレーザーの立ち合いを求めた上で、電話やメールの記録もアメリカの捜査当局が確認していった。さらに、この捜査情報を元に、FIFAワールドカップの2018年と2022年の誘致活動の交渉について、賄賂のやり取りの証拠を集めていった。
2015年5月27日にアメリカの司法省が14人を組織的不正の罪で起訴、その内の7人をスイス当局が逮捕した。起訴された14人の被告のうち何人かは以前から疑惑への関与が疑われていた。
起訴対象となったのはFIFAワールドカップの地区予選、南米選手権に加え、南米クラブ選手権などの9つの大会を巡っての放送権の受注・南アフリカ共和国で2010年に行われたFIFAワールドカップの招致活動を巡っての資金工作・2011年に行われたFIFA会長選を巡っての資金工作などである。アメリカの司法当局によれば、起訴事実は47件にものぼる。今回、アメリカの司法省がこの度の起訴に踏み切ったきっかけになったのは、金銭の受け渡しの際に、アメリカの金融システムが利用されていたことに加え、今回の起訴に至るまで、ニューヨークの連邦地検とアメリカ連邦捜査局が数年前から内偵を行っていた。
今回の事件でアメリカの検察では、賄賂授受や資金洗浄などを禁じたアメリカの法律を適用している。これはアメリカ国外在住の外国人が発生させた犯罪でも、アメリカの銀行が利用されたりすると、捜査のきっかけになり得る可能性がある。アメリカ内国歳入庁の刑事捜査担当者は、今回の事件の捜査体制について、アメリカの内国歳入庁とアメリカ連邦捜査局と連携して捜査を行っているという。
今回逮捕された容疑者はアルゼンチンやコスタリカ、それにベネズエラなどといった中南米の出身者が多いのが特徴で、南米サッカー連盟か北中米カリブ海サッカー連盟の幹部ということになる。FIFAの倫理委員会では、アメリカの司法当局に起訴されたFIFA関係者9人を含む、合わせて11人に対して、暫定的な活動停止処分を下した。さらに、FIFAの倫理委員会は6月1日付をもって、北中米カリブ海連盟のサンス事務局長を汚職事件に関して暫定的に活動停止とした。
さらにアメリカの司法当局は起訴状の中で、14人のFIFA副会長らのいわば「共犯者」として25人が不正に関わった容疑があることを指摘していて、この具体的な不正の内容としては副会長らと一緒にスポーツの関連企業に対し、多額の賄賂を要求したり、あるいは資金の提供に同意したりといった疑いがあるとしている。この25人については、南米サッカー連盟や北中米カリブ海サッカー連盟、それに、アジアサッカー連盟の幹部だと記載されている。アメリカ合衆国内国歳入庁の犯罪捜査担当者も2015年5月30日に、今回の事件での容疑者の人数が増える可能性を示唆している。
2015年5月29日に、ニューヨークのブルックリン連邦地裁で、アメリカ連邦地検が起訴した14人の中の1人で、アメリカ南部のマイアミに拠点を置いている「トラフィック・スポーツUSA」の44歳の幹部が出廷し、この幹部は無罪を主張した。
2015年6月1日、南米サッカー連盟のメイズネル事務局長はアルゼンチンのラジオ番組のインタビューの中で、2016年にアメリカで開催されることになっているサッカーの「コパ・アメリカ」特別大会が、今回の事件の余波によって中止に追い込まれる可能性について語り、「現段階では開催に大きな疑問符がつく。当初の計画通りに事が進むとは誰も言えない」とした。
2015年6月2日、FIFAの監査・コンプライアンス委員会のドメニコ・スカラ委員長がFIFA内部を対象にした大きなガバナンス改革を行う考えを発表した。改革の対象は実行委員会の仕組みと構成に加え、実行委員の選挙プロセスなど、あらゆるもの対象になるが、検討されている改革案によれば、実行委員の任期を制限したり、FIFAの上層部がもらっている報酬の金額を公開したり、FIFAによる全ての実行委員に対しての資質検査が含まれている。これについては、2015年6月4日に、FIFAのゼップ・ブラッター会長が監査・法令順守委員会のスカラ委員長と会談を行って、FIFAの構造改革に着手したと発表、その上でブラッター会長は「活動の枠組みに関して建設的な議論ができ、助言や指導も得られてうれしく思う。FIFA理事会で、包括的な改革計画が承認されるよう注視したい」という趣旨のコメントをした。
国際刑事警察機構（ICPO）は、2015年6月3日付でFIFAのジャック・ワーナー元副会長とニコラス・レオス元理事、それに、アルゼンチンにあるスポーツ代理店の幹部3人と、ブラジルにある放送関連の業者1人の4人の重役に対し、いわゆる赤手配書と呼ばれる国際逮捕手配書を発行。
2015年6月3日に公表されたアメリカ合衆国連邦裁判所の文書では、FIFAについて「恐喝が横行する腐敗した組織」と称されている。一方、FIFAを監査する役割を担っている会計事務所は1999年に業務を引き受けたが、この会計事務所の監査についてはこのFIFAの体質を厳格に監視していなく、アメリカのニューヨーク・タイムズが「戸惑うばかりの非整合性」と批判している。
2015年6月5日までにFIFAでは弁護人として、アメリカ・ニューヨークの元検察官で、ブッシュ政権時にホワイトハウスの法律顧問も務めたこともあるウィリアム・バークを新たに雇用した。
2015年6月9日、イタリア警察当局は今回の事件で国際刑事警察機構（ICPO）から国際手配をしていたアルゼンチン人でスポーツマーケティング会社の幹部のアレハンドロ・ブルサコ容疑者がイタリア北部のボルツァーノにて警察に出頭してきたと明らかにした。アメリカ司法当局の起訴資料によると、ブルサコ容疑者は地域大会に絡んで、契約の見返りとして南米サッカー連盟幹部に対し賄賂を渡すことで合意した容疑に問われている。
2015年6月11日付で、FIFAのワルター・デグレゴリオ広報部長が辞任することが明らかにされた。英デーリー・テレグラフ紙の電子版などの複数のメディアの報道では、デグレゴリオ部長がスイスのテレビ番組の中で「FIFAの会長、事務局長、広報部長が乗っている車を運転しているのは？」との質問に対して、「警察だ」と冗談で質問に返したことによって解任されたというが、FIFAのブラッター会長に最も近い関係者は、FIFAの内部で全面的な改革を主張し、その上でブラッター会長の即時辞任を求めたためとされている。
アメリカの連邦地裁は、捜査当局の協力者であるFIFAのブレーザー元理事と司法取引を行った検察当局に対し、取引内容の開示を命令し、2015年6月15日までに開示に応じるのか、あるいは命令に異議をして上訴するかどうかを決定するという猶予を与える措置をとったが、2015年6月15日、アメリカの捜査当局の協力者のFIFAのブレーザー元理事と検察当局との司法取引の内容が明らかにされ、それによればブレーザー元理事が少なくとも2011年から覆面捜査に協力していたという。なお、今回は報道機関の要請に対して、アメリカの連邦地裁が応じたもので、ブレーザー元理事は今後見返りとして刑期が計算上で最大100年から大幅に減らされることになった。
2015年6月17日に会見を行ったスイスのラウバー検事総長は、今回の事件の捜査は「極めて複雑で実に膨大」と話していて、今回の事件の捜査が長期化する可能性を示唆している。
2015年7月2日、スイス司法当局はアメリカの要請に基づいて逮捕した当時のFIFA副会長を含む7人を、正式にスイス側に対してアメリカが「身柄の引き渡しを要請した」と発表し、今後は7人の事情聴取などを経て、アメリカに対して身柄を引き渡すかの是非を数週間以内に判断することにしている。
2015年7月9日、FIFAの倫理委員会は北中米カリブ海サッカー連盟で事務局長だったブレーザーFIFA元理事に対して「ブレーザー元理事がサッカー界での地位を利用して贈収賄や不正に深く関わった」と認めて、永久活動停止処分にすると発表した。
2015年7月10日、スイス司法当局はアメリカの要請に基づいて逮捕した7人のうち1人が名前を公表しない形で、「アメリカへの身柄引き渡しに応じた」と明らかにした。ロイター通信の報道によれば、その1人は、ジェフリー・ウェブ副会長だという。7月15日に7人のうちの1人をアメリカに移送したとスイスの司法当局が発表した。そして、2015年7月17日に、アメリカのニューヨーク・ブルックリン連邦地検が、汚職の罪で起訴したFIFAのジェフリー・ウェブ元副会長がアメリカに到着した事を明らかにした。この時点で、残る6人は、依然としてアメリカへの身柄引き渡しを拒否している。
2015年7月15日に、アメリカ合衆国議会上院の商業科学運輸委員会の小委員会が、「世界のサッカー界の組織の在り方」を検証し、それと共に、アメリカの役割を議論することを目的に、初めての公聴会を行い、議会側がアメリカ合衆国サッカー連盟が中心となり、FIFAの不正を追及するよう求めた。
2015年7月18日にFIFAのジェフリー・ウェブ元副会長がアメリカ・ニューヨークのブルックリン連邦地裁に出廷して、その場で無罪を主張。また、ジェフリー・ウェブ元副会長は1000万ドルの保釈金を納めて、釈放されると同時に、ブルックリン連邦地裁から32キロ以内に行動を制限されると共に、居場所を確認する為の器具の装着も義務付けられ、また持っていたイギリスやケイマン諸島のパスポートも没収されている。
2015年9月14日に、スイスのラウバー検事総長とアメリカのロレッタ・リンチ司法長官がチューリッヒで記者会見を開き、この場で事件の全容を明らかにするために捜査の対象を広げていることを明らかにした。また、ラウバーは捜査の過程において、事件に関連しているアルプス山脈にある不動産を差し押さえたとしたうえで、金融機関から報告を受けた資金洗浄の疑いがある口座が120件以上になったとこの会見で報告した。
2015年9月17日、FIFAはブラッター会長の側近であるバルク事務局長を2014 FIFAワールドカップのチケットの一部を水増しした価格で横流しをしていた疑いが浮上したので、9月17日付で無期限の停職処分にした。その後、FIFAはバルク事務局長による2015年5月以降のメールをスイスの司法当局に対し、開示した。
2015年9月17日に、スイス司法当局は、エウヘニオ・フィゲレドFIFA前副会長がアメリカへの移送を認めたと発表、さらに、スイス司法当局は2015年9月23日には、当時のベネズエラサッカー連盟会長だったラファエル・エスキベルがアメリカへの移送を認めたと発表した。
2015年10月2日、FIFAの最上位スポンサーにあたる「FIFAパートナー」のコカ・コーラ、Visa、マクドナルド、アンハイザー・ブッシュ・インベブが一斉にFIFAのブラッター会長の即時の辞任を求めたが、ブラッター会長の弁護士は声明で「辞任はFIFAの利益にも、改革を進めることにもつながらない。彼は辞任しない」と辞任を拒否している。
2015年10月9日、スイス司法当局は2018年・2022年のFIFAワールドカップのマーケティングの権利の販売に絡んで、数百万ドルの賄賂をもらった疑いが持たれている、北中米カリブ海連盟会長担当官だったコスタス・タカスのアメリカの移送を認めたと発表。
2015年10月15日、スイス司法当局は2018 FIFAワールドカップの予選におけるマーケティングの権利の販売に関して、15万ドル（日本円でおよそ1780万円）相当の賄賂を受取したとされている、ニカラグアサッカー協会会長を務めていたフリオ・ロチャのアメリカへの移送を認めたと発表。
2015年10月21日、FIFAの倫理委員会は、かつてのFIFAの理事で当時のサッカー西ドイツ代表の選手だったフランツ・ベッケンバウアーと、スペインサッカー協会のビリャルリョナ副会長の2人が調査の対象になっていると発表した。
2015年10月28日、スイスの司法当局は当初、アメリカへの身柄引き渡しに反対していたブラジルサッカー連盟のジョゼ・マリア・マリン前会長が、アメリカへの身柄引き渡しに同意したと発表した。スイスからアメリカに対して、身柄の引き渡しは逮捕された7人のうち、これが2人目である。その後、2015年11月3日にジョゼ・マリン前会長をアメリカに移送したとスイス司法警察省が発表した。すぐさまニューヨーク連邦地方裁判所に現れ、行われた裁判の中でマリンは無罪を主張。
2015年12月3日、スイス当局はアメリカ司法省の要請で南米選手権やFIFAワールドカップ予選の利権に絡んで数百万ドル（日本円で数億円）の賄賂を受け取った疑いで、いずれもFIFA副会長の南米サッカー連盟会長のフアンアンヘル・ナポウト、北中米カリブ海サッカー連盟会長のアルフレド・アウィトの2人を逮捕。2015年12月4日付けをもって、FIFAの倫理委員会はこの2人の副会長を90日間の暫定的な活動停止処分にすると発表。また、アメリカ司法省はスイス当局が逮捕したFIFAの副会長2人を含む、FIFA関係者ら16人を収賄などの罪で新たに起訴したと発表。2015年12月4日、ペルー警察は、リマにおいて、アメリカ司法省が組織的な不正の罪で訴追した16人に含まれている、ペルーサッカー連盟のマヌエル・ブルガ元会長を逮捕した。今回逮捕、起訴された16人はいずれも中南米のFIFAの幹部だった。
これによって、2015年5月に贈収賄の疑いで逮捕されたFIFA関係者や業者14人と合わせると、30人が起訴されたこととなった。また、起訴事実は2015年5月の47件と合わせると92件に上り、マーケティング会社からFIFA関係者に渡された賄賂やキックバックは1991年からこれまで2億ドル（日本円でおよそ245億円）を超えるとされる。
2015年12月3日、アメリカ司法省はこの5月に起訴されたジェフリー・ウェブFIFA元副会長やスポーツに関連した企業の幹部など合わせて8人が起訴事実を認め、その上で、合わせておよそ50億円分にも上る資産の没収に同意したことを明らかにした。
2015年12月8日、スイス司法当局に逮捕され、アメリカ司法省が収賄の罪で起訴した南米サッカー連盟会長でFIFAのフアンアンヘル・ナポウト副会長がアメリカへの移送に同意したことをスイスの司法当局が発表された。2015年12月12日、イギリスBBCの電子版は、アメリカ司法省に起訴されたFIFAのフアンアンヘル・ナポウト副会長が南米サッカー連盟の会長の職を辞任したと伝えた。
2015年12月17日、スイスの地元紙「ターゲス・アンツァイガー」はスイス司法当局が事件に関連した疑いのある、スイス国内のおよそ50の銀行口座を凍結していたことを報じた。凍結されている口座の金額など詳細が明らかになるのはこれが初めて。あるスイス司法当局の報道官は、朝日新聞に対して、「FIFAに関連し、5千万スイスフラン（約60億円）から1億スイスフラン（約120億円）が凍結されたと、同紙（ターゲス・アンツァイガー）の取材に対して答えた」と述べた。また、この報道官はロイター通信の報道によれば、「米当局が、腐敗に絡んだ資金の送金に使われたとみられる、複数の銀行の50の口座の資料を求めてきた」ことについても明らかにしている。
2015年12月29日、この5月にスイスで逮捕されたFIFAのエウヘニオ・フィゲレド前副会長が、複数のスポーツマーケティング会社から毎月5万ドル（日本円でおよそ600万円）の賄賂を受け取った上で、ウルグアイにおいて不動産に投資していたことが起訴状の中で分かった。検察によれば、エウヘニオ・フィゲレド前副会長は南米サッカー連盟会長時代に月給4万ドル（日本円でおよそ480万円）を得ていて、一方で南米のさまざまなサッカー大会の放映権を保証する見返りとして賄賂を受け取ったという。さらに、エウヘニオ・フィゲレド前副会長は、サッカーのテレビ放映権の見返りに、アルゼンチンの会社から40万ドル（日本円でおよそ4800万円）以上の賄賂を受け取ったことを認めたほか、南米の10のサッカー協会の会長も同様の金銭を得ているという主旨の供述をしている。
2015年12月30日、スイス司法当局はFIFAの幹部の汚職疑惑を解明するために集めた証拠資料として、アメリカや南米のサッカー大会のマーケティング権をめぐる賄賂の受け渡しに使われた疑いのスイスにある銀行口座についての情報（10の銀行のおよそ50口座に関する書類）をアメリカ司法省に提供したと発表。また、同時にアメリカ当局の要請で、13の口座の資産（およそ8000万ドル（およそ96億8000万円））を凍結したことも明らかにしている。
2016年1月6日をもって、FIFA倫理委員会の裁定部門は2015年10月にFIFAバルク事務局長に対し90日間の暫定活動停止処分の期間を、さらに45日間延長すると発表した。そして、2016年1月13日、FIFAは、ジェローム・バルク事務局長を解任したことを発表。
2016年2月1日、FIFAは汚職に関与した北中米カリブ海サッカー連盟と南米サッカー連盟に対してのFIFAによる財政での支援を停止する措置を取った。
2016年2月12日に、FIFA倫理委員会はジェローム・バルク前事務局長に12年間の活動禁止の処分を下した。
2016年2月25日、FIFAの2015年の収支について、今回の汚職事件で信用が低下し、それに新たなスポンサーの契約もできず、さらに、訴訟の費用の増大が原因で1億800万ドル（日本円でおよそ122億円）の赤字になる見通しをFIFAの監査・法令順守委員会のパテル委員がロイター通信に明かした。
2016年3月16日、FIFAはワールドカップの開催国を決める投票で、複数の理事が票を買収して金銭を受け取った汚職行為があったことを初めて明らかにした。FIFAの試算によれば、当時のFIFAの理事らに渡った金銭の総額は、最低でも数千万米ドル（日本円で数十億円）になるという。なお、買収行為は1998年に行われたフランス大会の招致でも行われていた。ワールドカップの招致を巡る投票で、FIFAの幹部が票を買収していたことをFIFAが認めたのは初めて。2016年3月16日、FIFAはアメリカで訴追されている39人と2つの企業に対して、巨額の損害賠償を求める訴訟をアメリカの司法当局に起こした。また、同時に南アフリカに対して、2010 FIFAワールドカップの誘致に票を確保するため、1000万ドルの賄賂を支払ったことを非難した。その後、2016年3月16日には損害賠償を求める文書を公表し、その中で過去のFIFAワールドカップの招致で複数の理事による票の買収が行われていたことを初めて記述し、また、2011年に行われたFIFA会長選に立候補したアジアサッカー連盟会長（当時）のハマムがカリブ海サッカー連合の会合において、それぞれのサッカー協会に4万ドル（およそ450万円）の入った封筒を配ったこともこの文書の中で明らかにしている。
2016年3月17日、スイスの検察当局はバルク前事務局長を背任などの疑いで捜査を始めたことを明らかにした。スイスの検察当局は発表した声明の中で「（3月）17日に事情聴取と家宅捜索を行った」とした上で「（FIFAの）倫理委の調査に関連した2件の告発に基づき捜査を開始した」としている。
2016年6月2日、スイスの検察当局はFIFA本部を2015年9月以来の家宅捜索を再び行い、この中でブラッター前会長とバルク前事務局長に関する資料を押収した。
2016年9月9日、FIFAの倫理委員会裁定部門がかつてのFIFAのジェフリー・ウェブ副会長に対し、「永久的な資格停止処分」を下すとともに100万スイスフラン（日本円でおよそ1億円）の罰金の支払いも求めた。
2016年9月9日、FIFA倫理委員会の調査部門は前の会長であるゼップ・ブラッター、事務局長だったジェローム・バルク、それにかつての事務局長代行を務めていたカットナーの3人に対して「利益の相反や汚職」といった倫理規定に違反しているのではないかという疑いがあるとして、正式に調査を始めたことを明らかにした。すでに、FIFAでは2016年6月にブラッターら3人が2015年までの5年間にわたって、合わせて7900万スイス・フラン（日本円でおよそ83億円）の報酬を得るための契約を締結していたことを明らかにしている。
2016年11月9日に、FIFA倫理委員会の調査部門がホンジュラスのかつての大統領でホンジュラスサッカー連盟の会長をしていたラファエル・カジェハスを「永久追放処分が相当」だとして、裁定部門に対して報告書を出した。さらに、11月11日にはFIFA倫理委員会の調査部門がFIFAのかつての副会長でホンジュラス出身のアウィトに対して「永久活動停止処分が相当」という報告書を裁定部門に出した。
2016年12月2日に、アメリカ司法省から収賄罪で起訴されていて、2002年から2014年までのペルーサッカー連盟のかつての会長であるマヌエル・ブルガがアメリカに移送されて、ニューヨーク連邦裁判所において、無罪を主張。この起訴事実では、ブルガがサッカーの国際大会の契約で便宜を図り、その見返りとして賄賂を受取していたという。
2016年12月7日、アメリカ・ニューヨーク連邦裁判所において、アメリカ司法省から起訴されているニカラグアサッカー協会のフリオ・ロチャ元会長が有罪を認め、その上で罰金・29万2000ドル（日本円でおよそ3300万円）を支払うことで合意した。フリオ・ロチャ元会長に対する起訴内容は、2014 FIFAワールドカップと2018 FIFAワールドカップのマーケティングの権利に絡んで、関連した企業に対して、便宜をするその見返りとして15万ドル（日本円でおよそ1700万円）以上の賄賂を授受していたという。
2016年12月13日に、贈賄の疑いを持つアルゼンチンにあるスポーツ代理店の「トルネオス・イ・コンペテンシアス」がアメリカのニューヨークの連邦裁判所に対して、罰金およそ1億1280万ドル（およそ130億円）の支払いで合意が成立し、これによって、刑事訴追を受けなくなった。このスポーツ代理店の「トルネオス・イ・コンペテンシアス」は2018年から2030年のFIFAワールドカップにおいて、南米での放映する権利を取得するその見返りとして、数千万ドルの賄賂をFIFAの幹部に対して、支払った容疑がある。
2016年12月19日に、FIFA倫理委員会の裁定部門がFIFAのかつての副会長であるアルフレド・アウィ・バネガとホンジュラスのかつての大統領でホンジュラスサッカー協会の会長を兼務していたラファエル・カジェハスの2人について、永久追放とする処分を下した。
2017年3月31日に、FIFAがこの汚職事件に関する内部調査が終わったことを明らかにし、その報告書をスイスの検察当局に提出し、またFIFAにおけるガバナンス（統治）や法令順守、それに財務に関連した改編については、2017年4月末に、その報告書を出すことを明らかにした。
2017年4月3日に、FIFA倫理委員会の裁定部門がかつてのグアテマラサッカー連盟会長のブライアン・ヒメネスに対して、汚職に関与したとして、永久資格停止処分を下した。
2017年4月7日にはFIFAの2016年財務報告書が明らかとなり、汚職事件での法的費用に加え、競技普及に対する投資を増やしたことにより赤字額が3億6900万ドル（およそ410億円）となり、2015年に続き、2年連続の赤字となった。
2017年4月21日、FIFAの倫理委員会はこの汚職事件についていくつかの規約に違反したことにより、コスタリカサッカー連盟の会長だったエドゥアルド・リーを永久追放することを発表した。
2017年4月27日、アメリカの検察当局はグアムサッカー協会のリチャード・ライ会長がニューヨーク連邦裁判所にて、2009年から2014年にかけて受け取っていた100万ドル（日本円でおよそ1億1000万円）の収賄を認め、さらに、2011年に10万ドル（およそ1100万円）の賄賂を授受していたことも認めている。これに伴い、2017年4月28日、FIFA倫理委員会は、グアムサッカー協会のリチャード・ライ会長に対して、90日間の暫定的資格停止処分を下したことを明らかにした。これに関連して、2017年4月30日、アジアサッカー連盟のシェイク・アハマド理事がサッカー界に関わる全役職から退くことを明らかにした。なお、シェイク・アハマド理事は、グアムサッカー協会のリチャード・ライ会長の汚職事件の疑いを持たれているが、関与については強く否定している。
2017年5月2日、イギリスのタイムズ紙の電子版は、グアム・サッカー協会のライ会長の汚職事件に関して、国際水泳連盟のフセイン副会長がこの事件に関与した疑いが浮上したことを伝えた。起訴状によれば、「アジアオリンピック評議会（OCA）幹部でクウェートサッカー協会（KFA）役員」が「3人目の共謀者」と書かれてあって、タイムズ紙はOCA事務局長でKFA副会長も兼務しているフセインと見られているという。
また、グアムサッカー協会のライ会長の起訴状では「3人目の共謀者やその部下が動かせるクウェートの口座から、2009年から2014年にかけてライ会長が少なくとも77万ドルを受け取った」ことが記されていた。
2017年5月2日、ロイターの取材に対して、FIFAの前会長ゼップ・ブラッターのアメリカに在住している弁護士がアメリカ司法省との面会を否定した。これは、2017年4月にブラッターが2016年10月か11月にスイスのチューリッヒにおいて、アメリカ司法省から派遣されていた弁護士と面会していたことを明らかにしていたが、ブラッターの弁護士は「彼は誤解したかもしれない。実のところ、司法省からの弁護士や検察ではなく、FIFAの内部調査をしていた弁護士からの調査だった」ことを説明した。
2017年10月12日にスイスの検察当局はFIFAワールドカップの放送権に絡んだ汚職疑惑で、FIFAの元事務局長だったバルクとサッカーフランス1部リーグに所属のパリ・サンジェルマンFCのナーセル・アル＝ヘライフィー会長に対する捜査を正式に開始したことを明らかにした。
なお、バルク元事務局長が2018年から2030年までのFIFAワールドカップの放送権販売に関して「不当な利益」を受け、ヘライフィ会長が2026年・2030年のFIFAワールドカップの放送権を取ったカタールに拠点を置くメディアグループbeINメディア・グループの会長をしている。
また、2017年10月18日にはヘライフィが25日にもスイス検察当局による事情聴取を受けることが明らかにされ、その25日にヘライフィは現地時間9時30分にスイスの連邦検察庁に入り、およそ8時間の取り調べを受け、「何も隠すことはない。スイスに呼ばれて自分自身で釈明した。再び検察から要請されれば、それに応じる用意はある。来るときも去るときも、私はリラックスしていた」と語っている。
スイスの検察によれば、今回の一連の疑惑は「非常に複雑な事件」で「膨大な情報」としていて、この捜査が終わった時に起訴するかどうかの判断をする際の過程には数年かかると思われる。
2017年10月25日、アメリカ・ニューヨーク連邦裁判所がこの事件でスポーツマーケティングの会社からおよそ20万ドル（日本円でおよそ2300万円）の賄賂を受け取った収賄罪に問われたグアテマラサッカー連盟のかつての幹部にあたるエクトル・トルヒリョに対して、禁錮8ヵ月の判決が言い渡された。この一連のFIFAの汚職事件で判決が出たのはこれが初めてとなる。
2017年11月14日には、かつての南米サッカー連盟会長でパラグアイサッカー連盟会長を兼務していたフアンアンヘル・ナポウト、かつてのペルーサッカー連盟会長だったマヌエル・ブルガ、かつてのブラジルサッカー連盟会長だったホセ・マリア・マリンの3人の裁判が開かれ、検察側が用意した証人が「サッカーの試合の放映権獲得のために賄賂を受け取っていた」ことを話した。
このうち、アルゼンチンに拠点を置いているスポーツ関連の代理店である「トルネオス・イ・コンペテンシアス」のかつての最高責任者アレハンドロ・ブルサコが「3人が米国のFOXスポーツ、メキシコの放送大手テレビサ、ブラジルのグローボから賄賂を受け取った」ことを語った。検察側はこの3名らがスポーツ関連代理店から、「販売利益とサッカー大会のメディア放映権の見返り」に対して賄賂を授受したことを主張している。
これについて、FOXスポーツの代理人は「直ちにコメントすることはない」と語り、テレビサの代理人は「証言の詳細なしではコメントできない」と答えている。また、グローボはこの申し立てについては否定したうえで、「内部調査では違法な支払いは確認できなかった」ことを明かしている。
2017年11月16日、パラグアイの裁判所はアメリカの司法省から起訴された南米サッカー連盟のかつての会長、ニコラス・レオスのアメリカへの移送を認める決定をした。
2017年11月21日、FIFAの倫理委員会はグアムサッカー協会前会長のリチャード・ライ、ニカラグアサッカー協会前会長のフリオ・ロチャ、ベネズエラサッカー協会前会長のラファエル・エスキベルの3人に永久追放処分を下したことを発表した。
2017年12月15日、FIFAはブラジルサッカー連盟会長で、前FIFA理事のデルネロに対して、90日間の暫定資格活動停止の処分を下した。
2017年12月22日、ニューヨークの連邦裁判所においてアメリカ司法省から起訴されたかつての南米サッカー連盟の会長だったナポウトとかつてのブラジルサッカー連盟の会長だったマリンに対して、収賄などの罪で有罪の判決が言い渡された。2017年12月27日にニューヨークの連邦裁判所はペルーサッカー連盟の会長だったマヌエル・ブルガに対して、無罪の判決を言い渡した。
2018年4月27日には、2017年12月から暫定活動停止の処分が下されていたブラジルサッカー連盟のデルネロ会長に対してFIFA倫理委員会の裁定部門が永久資格停止の処分が下され、また100万スイスフラン（日本円でおよそ1億1000万円）の罰金も同時に科された。このFIFA倫理委員会は2015年11月に調査を始め、デルネロ会長がサッカーの南米選手権やリベルタドーレスカップなどでの大会での放送権に加え、販売権の便宜を図り、その見返りとして、企業から賄賂を授受したことを認定した。
2018年5月8日、FIFAがグアテマラサッカー連盟のかつての幹部だったエクトル・トルヒリョに対して永久追放の処分を受けていたことが明らかにされた。
2020年10月30日、スイスの連邦裁判所においてバルク元事務局長に対して文書偽造の罪で執行猶予付きの有罪判決が言い渡された。収賄については無罪とされ、パリ・サンジェルマンFCのケライフィ会長は無罪とされた。2022年6月24日、バルクはスイスの控訴裁判所において収賄についても有罪とされ、執行猶予付きの11カ月の禁錮刑と2万スイスフランの罰金が科された。

## 事件の構造
スイス司法省の発表によれば、多くのスポーツメディアやスポーツPR会社の関係者から、FIFAやその傘下の組織の幹部に対して、贈賄が行われ、その見返りとして、中南米で行われたサッカーの大会に関する放送権や販売権に加え、スポンサー権を獲得したという。アメリカの司法当局の説明によれば、この24年間にわたって1億5000万ドル（およそ185億円）を超える贈収賄に関与していたという。この汚職の疑惑は最低でも24年前から持たれていた。また、アメリカの司法当局の起訴資料によれば、ともに起訴されているFIFAのジャック・ワーナー元副会長とニコラス・レオス元理事が1990年代初めに、業者に賄賂を要求し始めたことを機に、いわゆる「汚職の構造」が確立したという。

### マネーロンダリング
また、今回明らかになった事件はアメリカのある大手銀行のニューヨーク支店の口座を用いて金銭の授受が行われていた。さらに、アメリカの司法当局の起訴状によれば、12以上の金融機関が掲載されていて、このうち、デルタ・ナショナル・バンク＆トラストは、スポーツマーケティング会社の経営者がFIFAの関係者に数百万ドルを送金する際に利用したと、司法当局では見ている。この時この経営者は、財務アドバイザーや為替ディーラーなどを経由することで資金の流れを分かりにくくしたと見られている。アメリカの司法当局と別に調査を進めているスイス当局は告発状の中で「被告人らは、その活動において米国の金融システムに大きく依存していた」としている。アメリカ・ニューヨーク州東地区の検事代理は記者会見で「金融機関がこれらの贈収賄にからむ資金洗浄（マネーロンダリング）に手を貸していたという事実を、認識していたかどうかも調査している」とした上で「問題行動があったかどうかを判断するのは時期尚早だが、調査の対象になるだろう」と述べている。またロイター通信の報道によれば、シティバンクやJPモルガン・チェースなどの金融機関は、一連のFIFAによる汚職事件で2年前に有罪判決を受けているジャック・ワーナー元副会長の2人の息子が積極的に利用していて、ある時期におよそ12万8300ドル（日本円でおよそ1540万円）をバンク・オブ・アメリカ、JPモルガン・チェース、シティバンク、ウェルズ・ファーゴの口座に23回に分け入金して、目立たないようにしていた。

### 放送権契約
さらに、アメリカの司法当局によれば2013年から2014年にサッカーの南米選手権である「コパ・アメリカ」の放映権をめぐって、総額1億1000万ドル、日本円にして、およそ136億円の賄賂を支払うという契約が結ばれていた。この契約は2015年から2023年までの間に行われることになっている4つの大会につき、マーケティングの会社と南米サッカー連盟の間で結ばれ、この1億1000万ドルの賄賂のうち4000万ドルは、起訴されているFIFAのジェフリー・ウェブ副会長などの幹部らにすでに支払われた。
さらに、アメリカの司法当局の起訴状によれば、FIFAの元理事であるニコラス・レオスがブラジルのトラフィックというスポーツ会社の創業者に対し、「スポーツ関連会社だけがもうけるのは不公平だ」と述べて、賄賂を渡さなければ契約はしないと伝え、これにより、1997年までの3大会にわたり、サッカーの南米王者を決定するコパ・アメリカでの試合の放送や広告を巡る権利を一括して得るのに便宜をはかり、その見返りに、賄賂を要求していた。その後もレオス元理事は繰り返し賄賂を要求し、その結果、当初は日本円で数千万円だった賄賂が、2011年には数億円にまでつり上がった。
アメリカの司法当局の起訴状によれば、このうちブラジルサッカー連盟のジョゼ・マリア・マリン前会長らが「コパ・ド・ブラジル」というブラジル国内のサッカー大会にて、2013年から2022年までの商業的権利の選定を巡って、便宜を図る見返りにブラジルのスポーツ関連企業「トラフィック」とそのライバル会社に賄賂を要求した疑いが持たれていて、しかも、この談合によって利益を分け合うことで合意、賄賂も2社で分担していた。マリン前会長らは、この2社から日本円にしておよそ1億2000万円の賄賂を受け取っていた。
2013年、トラフィックはいずれもアルゼンチンに本社を置く「フルプレーグループ」「トルネオス」との合弁でダチザ社を設立した。さらに、1大会ごとの賄賂が2000万ドルとして、分配先も決めた。内訳は南米サッカー連盟の会長と、ブラジル、アルゼンチンの連盟会長の3人がそれぞれ、300万ドル、その他の加盟国の連盟会長がそれぞれ150万ドルだった。また、賄賂の総額である1億1000万ドルのうち、4000万ドルは既に支払われていた。
しかも、「トラフィック・スポーツUSA」の44歳の幹部が北中米カリブ海サッカー連盟が主催する大会のスポンサー権をめぐり、便宜を受けるその見返りとして、連盟幹部に対し賄賂を渡す行為に関与していた。この44歳の幹部は関連するグループとFIFAとの間の契約を維持するために、FIFAのジェフリー・ウェブ副会長に対し、数百万ドル（日本円で数億円）を渡す行為に関与したとされている。また、ほかにも他の人と共謀し、2016年に予定されている南米選手権のアメリカ大会の放映権を取得するその見返りに、FIFAのジェフリー・ウェブ副会長らに対し、賄賂を贈っていた。

### 不正受給した金を私的流用
さらに、アメリカの司法当局の捜査によればこの70歳のアメリカ人の元FIFA理事は2010年の南アフリカ大会の招致活動を巡り、1000万ドル（およそ12億円）を不正に受け取ったとされているジャック・ワーナー元副会長の側近とされ、2011年までに総額2000万ドル（およそ25億円）の巨額の不正資金を得ていて、これを元に、アメリカのフロリダやバハマのリゾートには、高級な住宅を数か所、所有していて、移動はプライベートジェットを使用していたのに加え、飼っていた猫に対して、ニューヨークのマンハッタンのある一等地に存在する高層マンションの一室を確保していて、いわば「豪華な生活」をしていたという。

### マーケティング契約
アメリカのスポーツ用品大手のナイキが、アメリカ司法省の捜査対象として浮上した。それは、1994年のFIFAワールドカップアメリカ大会の直後に、「世界で最も人気のあるスポーツの世界に真の足がかりを築きたい」と感じていたナイキの幹部は、ブラジルサッカー連盟からスポンサーの契約を取ろうに活動した結果、1996年に2億ドル（日本円でおよそ250億円）の10年契約を結んだ。
起訴状によれば、そこに書かれているのは「スポーツ用品企業A」で、その「スポーツ用品企業A」が1996年にブラジルサッカー連盟との間で共同スポンサーに加え、「フットウエア、アパレル、アクセサリー、用具の独占的サプライヤー」になるという契約を10年という期間で交わしていて、さらに、起訴状では、その契約から3日後に、このナイキの関係者は「トラフィック・ブラジル」というスポーツマーケティング代理店と、追加でマーケティングの手数料を請求するという契約を交わしていて、このトラフィック・ブラジルでは、1996年-1999年の間に「スポーツ用品企業A」に3000万ドルを追加請求していて、その一部が贈賄やリベートに使われていた。ナイキはブラジルでスポンサー契約を確保するため、「トラフィック・ブラジル」と呼ばれる同国サッカー連盟のマーケティング仲介業者と交渉というそれ以外の方法がなかった。
トラフィック社のオーナーのホセ・アビラは、この事件の捜査でマネーロンダリングや詐欺、恐喝の罪を認めている。
また、2001年にブラジル議会で行われたこの契約に関する審議の議事録では、この契約の場合、ナイキはトラフィック社に対して報酬を支払うことについては求められないと記してあった。この契約では、スポーツウエア・カンパニーAが10年で1億6000万ドルを支払うことになっていたが、起訴状では、「スポーツウエア・カンパニーA」は、スイスに銀行口座を持つトラフィックの関連会社に対して、4000万ドルの追加報酬を支払うことに合意した」という契約の内容が記してあった。この契約が締結された3日後、「カンパニーA」の代表はトラフィックに対して、「ブラジルサッカー連盟はカンパニーAに直接送り状を送付する権限をトラフィックに与えた」という別の契約を結んだ。
ナイキでは、2015年5月28日の時点で「当局に協力する」を言う声明を出したが、2015年5月29日に出された声明では「起訴状には当社が犯罪行為に関与したとの主張はない」としている。
2015年6月12日付のアメリカのウォール・ストリート・ジャーナルが伝えているところによれば、ブラジルサッカー連盟とナイキとのスポンサー契約の下での支払いで、「不正行為の可能性を示す証拠」が発見されたという事で、アメリカ当局が捜査していることが分かった。
2015年7月17日、ロイター通信はアメリカの証券取引委員会がFIFAとスポンサー契約を結んでいるナイキなどについて、賄賂の授受がなかったか調査しているという風に伝えた。これは、「外国政府関係者への賄賂を禁じる」というのを設けた「連邦海外腐敗行為防止法」の違反について調査していると思われる。

### 2010 FIFAワールドカップ招致活動

#### 概要
アメリカの検察当局の起訴資料によれば、南アフリカで行われた2010年のFIFAワールドカップをめぐり、南アメリカ側からFIFAのジャック・ワーナー元副会長側に1000万ドル（およそ12億円）の賄賂が渡っていた疑いが明らかになっている。このジャック・ワーナーは1990年代初頭から、副会長の立場を利用して、いわゆる私腹を肥やしていたとされ、起訴資料によれば、「これは一部に過ぎないが、ワーナー被告はFIFAの実行委員として参加した1998年と2010年のW杯開催地の選定を含め、公務において賄賂を要求し受け取っていた」という。
また、2008年にFIFAの銀行口座の中から1000万ドル（日本円でおよそ12億円）が、カリブ海のある国のサッカー協会に3回に分けて送られ、それを、2010年のFIFAワールドカップの開催地誘致を行っていた南アフリカに対しての票を確保するために、賄賂として支払われていた疑いが、アメリカ司法省の起訴状の中で明らかになった。
また、FIFAのバルク事務局長がFIFAワールドカップの南アフリカ招致に関連して1000万ドル（およそ12億円）の賄賂をワーナー元副会長側に対して送金をしていたという。アメリカの検察当局の起訴状によれば、FIFAのバルク事務局長は「高い地位にあるFIFA当局者」とされていて、その人は、2008年に、スイスのFIFAの銀行口座からワーナー元副会長が管理している北中米カリブ海サッカー連盟の名義の口座に対して送金の手続きをしていたという。ただし、起訴状によれば、バルク事務総長がこの金について、賄賂だとは知っていたということについては指摘されてなく、バルク事務総長を「共犯者」と位置付けを行っていない。しかし、これによって、巨額の資金がワーナー側に対して、送金されていたことについて、FIFA本部も把握していたということになる。また、イギリスのBBCは2015年6月2日に、このバルク事務局長が不正な送金に関わった疑いがあると報じた上で、南アフリカ共和国サッカー協会がFIFAに対し、送金を依頼したとされる文書を入手したと伝えた。この文書は宛名がバルク事務局長となっていて、中に書かれている金額が起訴状に書かれた内容と一致している。
しかし、イギリスのBBC（英国放送協会）が2015年6月7日に報じたところによれば、このジャック・ワーナー元副会長が南アフリカから1000万ドル（日本円でおよそ12億円）の賄賂をどのように受け取ったのかについての詳しく書かれた文書を入手。それによれば、2008年1月から3月にかけて、ワーナーが管理していた北中米カリブ海サッカー連盟の口座に対して、合わせて1000万ドルが3回に分けて振り込まれ、その名目は、カリブ海の島々に対してのサッカーを振興するのための資金で、南アフリカからFIFAを通じて送金されたとされているが、その1000万ドルの半分近い486万ドルは2008年1月から2009年3月にかけて、ワーナーの母国であるトリニダード・トバゴで大手とされるスーパーマーケットのJTAに対して、分割という形で送金され、そのほとんどはワーナーに現地の通貨という形で引き出された。アメリカの司法当局によると、スーパーはマネーロンダリングのいわば「隠れみの」として使われていた。さらに、合わせておよそ160万ドルはワーナー個人名義のクレジットカードの支払いに加え、ワーナー個人によって借金返済に充てられていた。さらには、36万ドルが関係者にこの口座から引き出されていて、BBCでは、この文書が明らかになったことによって「送金された資金のほとんどがマネーロンダリング（資金洗浄）を経て個人的な目的のために使われた恐れがある」と伝えている。トリニダード・トバゴでサッカー選手の経験がある、サンチョ・スポーツ相はこの文書を見て「資金はサッカー少年育成のために使われるはずだった。彼（ワーナー被告）は自らの行動を説明し、裁きを受けなければならない」と語った。
2015年6月7日付のイギリスの新聞であるデイリー・テレグラフの電子版によれば、FIFAのブラッター会長と南アフリカのタボ・ムベキ大統領が協議をしていたことについて書かれたメールを入手し、メールにはFIFAのジェローム・バルク事務総長が2007年12月7日付で書いたとされ、南アフリカのある閣僚の一人宛てに送られたと思われ、メールの中身については「振り込みはいつか」と送金を急がせるような内容で、その送金については「（ブラッター）会長とムベキ大統領の協議に基づくものだ」と記してあったという。

#### 背景
FIFAのスポークスマンの説明によれば、財政部門担当幹部で2014年に亡くなったジュリオ・グロンドナが送金の権限を持っていたというが、「組織規則に従って実行された」とも指摘しているように、このFIFAの組織規則では、「組織の口座を管理し、送金する権限を有しているのは事務局長である」とされている。あるFIFAの関係者は、「これだけの資金が送金されたということは、少数の最高幹部のうち誰かが署名して支払いを承認する必要があった」と証言していた。このお金の流れについては、少なくとも2人の現職のFIFA幹部が把握していたという疑いがあるが、この2人の現職FIFA幹部はバルク事務局長と財政担当責任者のカットナーだった。
また、南アフリカではFIFAワールドカップの招致に向けて、かつて、アパルトヘイト闘争をリードしてきたマンデラ元大統領を投入してロビー活動を行い、2004年のFIFA理事会にてワーナーらが南アフリカに票を投じ、その結果、モロッコなどを退け、開催地に南アフリカが選ばれ、さらに、南アフリカ側からワーナーらに対しての「謝礼」について、南アフリカ政府の公的資金から出すのは難しいと判断し、代替手段として、FIFAから南アフリカに供与されることになっていたFIFAワールドカップの開催国への援助金を転用する方法で、ワーナー側に対して謝礼が渡されていた。

#### 他の問題
また、2010 FIFAワールドカップを招致していたエジプトの当時の招致の関係者がエジプトサッカー協会の会長がアラブ首長国連邦において、FIFAのワーナー元副会長と会談した際に、700万ドル（日本円でおよそ9億円）の賄賂を要求されていた事をカイロにあるテレビ局に対して語り、その内容が2015年6月5日付のイギリスの新聞・ガーディアンに掲載された。さらに、エジプトのアレイ・エッディネ・ヘラル元青年スポーツ相は、2010 FIFAワールドカップ開催地の決定投票にて、7票を確保する見返りにFIFAのジャック・ワーナー元副会長から700万ドル（日本円でおよそ8億8000万円）を要求された事を明らかにしたうえで、ワーナーは、われわれの元へアプローチしてきたFIFAの人間の1人。7票を保証すると言い…1票につき100万ドルを要求してきた」とも語った。また、当時のエジプトサッカー協会の会長は「われわれは賄賂を払わなかった。それも、1票も得られなかった理由だろう」とも語っている。さらに、エジプトサッカー協会のハーブ元会長がロイター通信に対して話したところによれば、2004年当時、FIFA副会長と北中米カリブ海サッカー連盟会長兼務のワーナーからエジプトサッカー連盟のハーブ元会長に対して「私には中南米の多くの票がある」と持ちかけられたという。また、ハーブ元会長の説明によれば、ワーナー被告は、700万ドル（約8億5000万円）の使途について自分のお金にはせずに、中南米にある格下のクラブチームやサッカー連盟に分配すると説明していた。
2015年6月7日付のイギリスの新聞、サンデー・タイムズは2010 FIFAワールドカップの開催地を決めるFIFA理事会の投票に参加したボツワナの元理事が、「開票・集計作業で不正が行われ、南アフリカに決まった疑いが強い」と証言していたことを報じていて、このボツワナの元理事は2004年5月に行われた24人の理事による無記名による方法によって投票した後、他の理事全員に投票先を聞いたところ、正直に回答しなかった理事がいる可能性も認めつつも「モロッコが2票差で勝っていた」と話している。なお、実際に発表された結果は南アフリカが14票、モロッコが10票となった。

#### 反応
当時の南アフリカ大会組織委員会の最高責任者であったダニー・ジョーダン南アフリカサッカー協会会長が、FIFAの副会長だったジャック・ワーナー側に対して1000万ドル（およそ12億円）を支払ったことを語ったが、ジョーダン自身は賄賂だったことについては否定している。さらに、ジョーダン会長は2008年に当時の北中米カリブ海サッカー連盟の会長だったジャック・ワーナーに対して、「サッカー振興への貢献」という名目でと説明している。また、金の流れについては、FIFAから南アフリカサッカー協会に経由せず、直接北中米カリブ海サッカー連盟に渡ったという。また、通常ならFIFAがワールドカップの開催国に対して支払う援助金は1億ドルだったのが、実際に南アフリカサッカー協会がもらったのは8000万ドルで、残りの2000万ドルのうち、1000万ドルが北中米カリブ海サッカー連盟に対して支払われたのではないかという可能性があるという。南アフリカサッカー協会の関係者は、支払い先が北中米カリブサッカー連盟になったことについて、「離散・移住したアフリカ人の一部と見なされるからだ」と、北アメリカや中南アメリカの、いわば黒人支援の一環だったことを明らかにした。
これについて、南アフリカのムバルラ・スポーツ相は2015年6月3日に記者会見を行い、「1000万ドルはカリブ海に離散したアフリカ人の間にサッカーを広げることを支援する目的だった」とした上で「送金が承認されたプログラムのために公然と行われた事実は、賄賂と同一視されない」と話している。
FIFAは2015年6月2日付声明を発表して、送金手続きをしたという事実を認めたが、ジェローム・バルク事務局長が送金に関与したとされる報道については否定。また、送金の理由についてFIFAでは、「南アフリカ政府から、2010年W杯の運営費に充てるはずだった資金を「留保」し、ワーナー元副会長が運営するカリブ海地域の開発プロジェクトに回すよう頼まれた」と説明している。なお、支払いについては当時のFIFAの財務委員長が承認を行い、FIFAの規則に基づいて行われたという。

#### 批判
一方、アメリカのリンチ司法長官は会見で「2004年ごろに2010年W杯開催地の選定が始まり、最終的に南アフリカがアフリカ大陸初のW杯開催地となった。だが、この歴史的イベントの陰で、FIFA幹部や関係者は賄賂を使って開催地決定に影響を与え、プロセスを腐敗させた」と語った。南アフリカサッカー協会は賄賂授受について「根拠がない」と否定している。

### 2018・2022 FIFAワールドカップ開催地選定での不正
スイスの司法当局は、2018年と2022年のFIFAワールドカップの開催地の選定をめぐる不正の捜査を始めたと明らかにしている。スイスの捜査当局では、2010年に行われた理事会に出席して投票した当時の理事の中から、この時点で10人から事情を聴いたことを明らかにした。5月下旬、FIFA本部を家宅捜索して、電子データを押収した
また、スイスの検察当局はFIFAのブラッター会長に対しての事情聴取を必要であれば行うことにしている。主な目的として、2018年と2022年大会の開催が同時に決まった2010年当時の状況の情報収集だという。ブラッター会長の場合、スイスの法律では「容疑者と証人の中間的存在」として扱われることになっている。また、欧州サッカー連盟のミシェル・プラティニ会長に対しても「情報提供者」として事情を聴く事にしている。さらに、ロシアのムトコスポーツ相も聴取することになっている。聴取されるその人数は9人だという。その内訳はスイス国外に居住するFIFA執行委員が7人で、残りの2人はスイス国内に居住していて、その2人はFIFAのブラッター会長と欧州サッカー連盟のミシェル・プラティニ会長である。
2015年6月3日、FBI・アメリカ連邦捜査局が2018年と2022年のFIFAワールドカップの招致について捜査の対象にしている事が明らかにされた。スイスの捜査当局がこの件についての捜査をしているが、FBIではこの件の捜査を始めから改めて行うことにしている。2018年の招致ではマネーロンダリングを中心に、2022年の招致ではFIFAの理事会のメンバー3人に対して、カタールから全体の金額で150万ドル（日本円でおよそ1億8000万円）が渡された疑いについても、その関係した者に対して事情聴取を行ったという。これについてはカタールの招致委員会の職員からFBIに対して「FIFAのアフリカ出身理事3人に招致委が150万ドル（約1億8000万円）を支払った現場にいた」という証言も得ていたが、後に、この職員は供述を撤回している。ただ、この職員はFBIに対しては「招致委が圧力をかけたため」と証言している。
FIFAの監査・コンプライアンス委員会のスカラ委員長は2015年6月7日付のスイスの新聞にて、「（開催決定の）票が金銭で買われたことが明らかになれば、開催権を取り消す可能性がある」との見解を示したものの「まだ証拠は提供されていない」という。
2015年6月10日、スイス当局はこの招致の捜査に関連して新たにFIFAの本部から電子データを押収し、同時に、ブラッター会長や、バルク事務局長のオフィスからもデータを押収した。BBCでは、「ブラッター会長とジェローム・バルク事務局長、マルクス・カットナー財務部長のオフィスから書類が押収された」と伝えた。FIFAの広報担当者は、「スイス検察の検事総長からの要請に応じ、コンピューターのデータを提出しました」とコメントを発表した一方で、スイスの検察当局の広報担当者は、AFPに「FIFAは書類とコンピューターのデータを当局に提出した」と話している。
2015年6月17日、スイス当局はFIFAワールドカップの2018年ロシア大会と2022年カタール大会の招致活動に関して、マネーロンダリングの疑いがある事例、53件を調査していることを明らかにした。ただ、この53件は個人と企業の数という事で、個々に見ると、さらに多くの取引が含まれる。また、スイス当局はFIFAのブラッター会長を含め、すべての関係者から聴取を行う可能性もあるという。さらに、押収したデータの量が9テラバイトにのぼっていて、スイス当局は、捜査の難しさを強調していた。そのため、スイス当局では2018年・2022年の開催地が決まった際の過程について、特別対策本部を設置して捜査を行っている。
2015年7月6日、FIFAの倫理委員会は2018年・2022年のFIFAワールドカップの開催立候補地の視察団の団長を務めていたチリのマイネニコルスに対して7年間の活動停止処分をしたと発表したが、機密保持の規定があるという理由で処分の理由はわかっていない。
2015年10月6日、大韓サッカー協会の鄭夢準名誉会長が記者会見を行い、2022 FIFAワールドカップの招致において韓国が立候補した際、鄭夢準名誉会長がサッカー発展の為の基金の設立を提案し、2010年にその基金について、サッカー界を発展させるために活用するという主旨の内容の書簡をFIFAの執行委員に送付したことに関する経緯について、FIFA倫理委員会の調査を受けていることを自ら明かした。そして、2015年10月8日、FIFA元副会長である鄭夢準名誉会長が2018年と2022年のFIFAワールドカップの開催地決定の手続きの中で、FIFAが定めている規則に違反があったため、6年間の活動禁止に加え、10万スイスフランの罰金の処分を下された。この処分について鄭夢準名誉会長は、「（今回の）処分が（FIFA）会長選立候補を妨害する謀略」としてスポーツ仲裁裁判所への提訴を含めて、様々な法的手段をとることを明らかにするとともに、FIFAのブラッター会長に対して、背任や横領の疑いでの訴訟を起こすとした。
2015年10月12日にFIFAの倫理委員会は、2018 FIFAワールドカップの招致活動においてイングランドサッカー協会に投票する見返りに親善試合としてのタイ対イングランドのテレビの放映権料を管理できるよう求めたという疑惑が持たれている、かつてのFIFA理事でタイサッカー協会のウォラウィ・マクディ会長に対して、90日間の活動停止の処分を下した。
2015年10月15日付の多くのスペインの新聞が伝えたところによれば、スペインサッカー連盟のアンヘル・マリア・ビジャール会長が2018年・2022年のFIFA ワールドカップの開催地決定について、不正に関わったのではないかとして、FIFAの倫理委員会の調査の対象になっているのではないかという。
2015年10月21日、FIFAの倫理委員会は、かつてのFIFAの理事で当時のサッカー西ドイツ代表の選手のフランツ・ベッケンバウアーが2018年・2022年のFIFAワールドカップの招致の買収疑惑に関係しているとして（ドイツのビルド紙報道）、調査の対象になっていると発表した。その後、2016年2月17日、FIFAは、かつてのFIFA理事で西ドイツ代表のベッケンバウアーが2018年・2022年のFIFAワールドカップの開催地決定に関する投票に絡んだ調査において、FIFA倫理委員会の調査部門の再三の要請に対して、非協力的だったという理由で、警告に加え、罰金7千スイスフラン（およそ81万円）の処分を科したことを明らかにした。
2017年4月27日、フランス金融検察局（PNF）が2018年のロシアと2022年のカタールに対して、開催する資格があるのかについて調査を進めていることが、PNFの関係筋によって明らかにされた。この調査は、2016年から予備的な調査を始めていて、2017年4月20日には、証人としてFIFAの会長だったゼップ・ブラッターがこの調査を受けていた。
2017年6月26日に、ドイツの大衆紙であるビルトは2018・2022 FIFAワールドカップの招致疑惑について、詳しく調べた430ページにも及ぶ報告書を入手したことを明らかにした。この報告書には、元FIFA理事がカタール側の幹部から数千万円相当の送金をした際に、謝意を示した電子メールがあったことの記述があった。また、FIFAの幹部の当時10歳の娘の口座には200万ドル（およそ2億2400万円）の送金者がわからない人の振り込みがあったという。これを受けて、FIFAは6月27日、この400ページ以上の報告書をFIFA公式サイトで初めて明らかにした。
2019年6月18日、フランス当局は2022年大会の誘致をめぐる汚職容疑でプラティニを逮捕した。

### 2002 FIFAワールドカップ招致
スペインのスポーツ新聞であるアスの電子版が2015年6月19日付で、南米サッカー連盟で15年間働いたかつて職員が匿名で証言したものを伝えたところによれば、2002 FIFAワールドカップ招致が決まった後の2000年、当時の日本サッカー協会名誉会長だった長沼健が招致を支持していた南米10カ国で分けるためと言う目的で、謝礼として南米サッカー連盟に150万ドル（日本円でおよそ1億8500万円）を送っていたことが明らかになった。ただし、開催地決定に際して投票は行われていない。
しかし、150万ドルのうちの120万ドルは当時のニコラス・レオス南米サッカー連盟会長の個人口座に移され、残りの20万ドルが南米サッカー連盟の事務局長、10万ドルがFIFAとの仲介者に渡っていた。また、資金のやり取りを示す書類も存在していて、この書類にはレオスとその妻の署名が記されてあった。
このかつての職員は、レオスが東京やニューヨークで世界中から資金を集めていたと証言していて、その資金はレオスが自らの裁量で振り分け、非常に多い資金が南米サッカー連盟の口座から個人口座に流れたといい、このかつての職員は「南米サッカー連盟の口座とレオス元会長の口座の区別がつかないほどだった」とした上で、「これはほんの一部に過ぎない。私が関与しなかったものもある」と証言した。このかつてのレオス会長はFIFAの理事を経験していたこともあり、このかつての職員は礼金の着服について、もはや日常茶飯事だと証言した。
2015年6月20日、日本サッカー協会の大仁邦弥会長が「南米連盟から情報を収集する。帳簿もあるはずだから再度チェックする必要がある」と、日本サッカー協会による独自の調査行うことを示唆し、6月22日に、日本サッカー協会が明らかにされた内部で行った調査によれば、1999年と2000年には南米サッカー連盟への出金が無く、しかも、100万ドル超えでの海外送金を行った例は南米以外にも無かったというが、1999年はサッカー日本代表が南米選手権に出場したので、数万ドルの放送権料が入金されていたという。
2015年7月12日に、日本サッカー協会の田嶋幸三副会長は調査を依頼していた南米サッカー連盟から「資料がなく確認できない」という回答があったと明らかにしている。

### ブラッター会長に関する疑惑
2015年9月24日、スイスの司法当局はブラッター会長に対する捜査を始め、2015年9月25日にはFIFA本部を家宅捜索し、その中で会長室も捜索され、書類などが押収された。また、ブラッター会長に対しても事情聴取を受けた。
スイスの検察当局の発表では、2005年9月12日にブラッター会長が当時のカリブ海サッカー連合の会長だったジャック・ワーナーと結んだ契約が、FIFAの利益に反する行為だったとしている。また、ブラッター会長が2011年2月、FIFAの資金から欧州サッカー連盟会長のミシェル・プラティニに対して200万スイスフラン（日本円でおよそ2億4千万円）を不正に支払ったとの疑いもあるというが、2011年2月はFIFA会長選に関連して、各国のサッカー協会に対する支持を集めるのを各候補者が繰り広げられていたためだったという。なお、これについてはプラティニも関係者として事情聴取された。
これを受けて、FIFAの倫理委員会がゼップ・ブラッター会長と、理事を務めるミシェル・プラティニを調査の対象にしていると、9月26日付けのヨーロッパのメディアが伝えた。
しかし、ブラッター会長は2015年9月28日にFIFAのスタッフに対して、今回明らかになった疑惑について改めて否定したうえで、2016年2月のFIFA会長選まで続投すると明らかにした。また、カリブ海サッカー連合によるFIFAワールドカップのテレビ放映の権利の販売でFIFAに損失を加えた疑惑については「捜査中なので、ブラッター氏はこれ以上の質問には答えない」という。
一方のプラティニ副会長も2015年9月28日に、UEFA（欧州サッカー連盟）に所属している協会に対し、書簡で「情報提供のための聴取であり、間違ったことはしていない」と釈明したうえで「一連のできごとで自分やUEFAの名声が傷ついた。誤解を晴らせるように全力を尽くしたい」としている。しかし、9月29日にスイスのミハエル・ラウバー検事総長はプラティニ副会長について、「参考人と容疑者の中間」と位置付けていることを明らかにし、その上で、スイスの西部にあるニヨンに拠点を置くUEFA（欧州サッカー連盟）の本部について、家宅捜索を行う可能性を示した。
2015年10月7日、FIFA倫理委員会内部の調査部門はブラッター会長に対して90日間の停職処分を勧告した。そして、2015年10月8日に、FIFAの倫理委員会はブラッター会長と欧州サッカー連盟のプラティニ会長に90日間の暫定的な活動禁止処分を下した。FIFA倫理委員会ではFIFAのブラッター会長からUEFAのプラティニ会長への金銭授受について、「賄賂」ではなかったかについて調査をしていた。しかし、ブラッター会長が、FIFAの上訴委員会に対して、2日以内に不服の申し立てを行った。
2015年10月21日にFIFAの倫理委員会は、FIFAのブラッター会長とプラティニ副会長の調査内容について、2011年2月にプラティニ副会長に対して支払われた200万スイスフラン（約2億5千万円）の経緯について詳細に調べていると発表した。
2015年12月6日、イギリスのBBCはブラッター会長に関して、かつてのFIFAの幹部らに対しておよそ1億ドル（日本円で120億円）の賄賂が支払われていた事を認識していたという証拠について、アメリカの捜査当局が調査していると伝えた。スポーツに関するマーケティング会社であるインターナショナル・スポーツ・アンド・レジャー(ISL)は、FIFAのジョアン・アベランジェ元会長やリカルド・テイシェイラ元FIFA理事らに合計1億ドル（日本円で120億円）を支払い、その見返りに1990年代にテレビ放映権やマーケティング権を得た。今回明らかにされた書簡はISLの贈賄に言及したもので、アベランジェによって書かれたとみられていて、その中でアベランジェ元会長はブラッター会長が「すべての活動を完全に承知」した上で「常に報告を受けている」と話していると語った。12月7日、スイス司法警察省は2001年に経営破たんしたFIFAのマーケティング代理店であったISL社関連の不法行為疑惑について、アメリカ司法省がこの疑惑の捜査情報提供を求めてきたことを明らかにしている。ブラッター会長は贈賄について、知らなかったと一貫して主張している。また、ブラッター会長はドイツの公共放送でのニュース番組の取材に対しても、「正しくない」として今回の件について否定した。
2015年12月11日、スポーツ仲裁裁判所は、FIFAの倫理委員会から90日間の暫定活動停止処分を受けていたプラティニ副会長がこの処分を不服として行った提訴について、却下する裁定を下したが、その一方で、プラティニ副会長の申し立ての一部を認めた上でFIFAに対し、90日間の処分期間についてさらに延長してはならないという命令をした。
2015年12月21日、FIFA倫理委員会はFIFAのブラッター会長とFIFAのプラティニ副会長に対し、8年間の活動停止処分を科す事を発表した。これについては2016年1月12日、FIFA倫理委員会の調査部門がFIFAのブラッター会長とプラティニ副会長に対する処分を不服としてより重い処分を求め、FIFA上訴委員会に提訴することを明らかにした。また、プラティニ副会長は2016年1月12日、この8年間の活動停止処分を不服としてFIFA上訴委員会に提訴したと関係者が明らかにした。
2016年1月28日、イギリスのBBCの電子版はスイス司法当局がFIFAのブラッター会長の起訴につながる有力な証拠の提供を受けたと伝えた。スイスの司法当局の広報担当によると「非常に助けとなる価値ある情報を受け取った」と話している。
2016年2月24日、FIFAの上訴委員会はブラッター会長とプラティニ副会長の処分について、2人の長年のサッカー界への貢献についてを考慮するべきという理由で、FIFA倫理委員会の裁定部門が下した、活動停止処分について、8年から6年に短縮させることを明らかにした。その後、プラティニは処分取り消しを求め、スポーツ仲裁裁判所に提訴したことを、2016年3月2日にスポーツ仲裁裁判所が発表。
2016年2月27日にスイス連邦検察庁の報道官はNHKの単独インタビューに対して、日本円でおよそ1億7000万円の不正な支出をしたとして、背任の疑いがあるFIFAのブラッター前会長に関して「捜査を優先的に進めている」と述べたうえで、関連して支払いが実施された可能性のある取引記録、合わせて152件をスイスの金融機関から手に入れて、現在も分析を進めていると前置きしたうえで、「ことし（2016年）の終わりか来年（2017年）の始めには、全容を解明できると確信している」と話し、この2017年1月ごろまでに、この事件の全容解明がされるとの見通しを示した。また、ドイツのメディアによれば、スイスの検察当局者も、ブラッター前会長に関し、「捜査が着々と進展している」と話した上で、「2016年末から2017年半ばには起訴できるか否かの判断ができる」という見通しを明らかにしている。さらに、アメリカ連邦捜査局（FBI）もブラッター前会長が、別の収賄に関与していたのではないかという事で捜査を始めたという。
2016年3月9日、スイスの検察当局は声明の中で、2016年3月8日にフランス検察当局の協力によって、FIFAのブラッター前会長の捜査に関連してフランス・パリにあるフランスサッカー連盟の事務所に対して家宅捜索を行い、文書を押収した事を発表し、この中で、今回行った捜索について、スイスの検察当局は、2011年にブラッター前会長が欧州サッカー連盟のプラティニ会長に支払った200万スイスフラン（およそ2億2500万円）が横領ではないかという容疑との関連があるということを認めた。
2016年3月13日付のドイツの新聞、フランクフルター・アルゲマイネはFIFAのブラッター前会長とUEFAのプラティニ会長の両氏について、ブラッターが会長時代の1998年から2002年にかけて、パリにあるプラティニのオフィスの費用として、数百万スイスフラン（日本円で数億円）がFIFAの予算から支払われたことについて、新たな不正支払いの疑いで調べを進めていることを報じた。また、フランクフルター・アルゲマイネでは3月上旬のフランス・サッカー連盟事務所の捜索について、この容疑に関連する可能性が高いとしている。
2016年8月25日にブラッター前会長の裁判がスポーツ仲裁裁判所において14時間以上にわたって行われ、2016年12月5日にはブラッター前会長に対して処分取り消しの申し立てを棄却する裁定が下された。また、同時にブラッター前会長はCASに対して5万スイスフラン（日本円でおよそ560万円）を支払った。

### 2006 FIFAワールドカップ招致活動
2015年10月16日付で、ドイツの雑誌であるシュピーゲルの電子版は2006年に開催されたFIFAワールドカップの招致で買収があったのではないかと伝えた。報道によれば、ドイツのワールドカップ招致委員会が1030万スイスフラン（日本円でおよそ13億円）に上る裏の口座を設けて、開催地が決定した2000年7月のFIFA理事会において、アジアの4人の理事の票を獲得するために使用していた。この理事会では、決選投票が行われ、12対11で南アフリカを下し、ドイツが開催地に選ばれた。
また、裏の口座の資金はアディダスの社長だったルイドレフュス（故人）が私的に貸したというが、大会のおよそ1年半前にルイドレフュスが返却を求めたので、ドイツのワールドカップ組織委員会では、FIFAを経由して当時1030万スイスフランに相当していた670万ユーロを返却した。なお、この貸付金についてはFIFAワールドカップの組織委員長を務めていたベッケンバウアーと現在はドイツサッカー連盟の会長を務めるボルフガング・ニールスバッハが、ルイドレフュスからの貸付金について承知していたとされる。
これを受け、ドイツサッカー連盟は2015年10月16日に2006 FIFAワールドカップ組織委員会が2005年にFIFAに対して、670万ユーロを文化プログラムに使用する目的で送金したことを認め、その上で、ドイツサッカー連盟の内部調査でこの670万ユーロが本来使用されるべきであったFIFA文化プログラムには使用されなかった可能性があることも明らかにされた。
この報道を受け、FIFAでは「現在、外部機関の協力を得て行っている内部調査の一環として調べる」という声明を発表したうえで、FIFAによる独自の調査に乗り出すことになった。
また、2015年10月19日にドイツの検察当局は今回の問題について、正式な捜査には至っていないが調査を行っていることをドイツのスポーツ通信社であるSIDに対して明らかにした。
フランクフルトのある主任検察官は「これは汚職、詐欺もしくは背任の疑いがある」とした上で、「これから入手可能な書類を調べることになるが、まだほんの初動段階であり捜査の開始には至っていない。疑惑につながる最初の手がかりが確認されれば、捜査になる可能性がある」と話している。
ドイツの首相報道官を務めるシュテファン・ザイバートが10月19日に行われた記者会見の中で、「この疑惑ははっきりとさせなければならない」話したものの「しかし、これは政府が介入するものではなく、DFB（ドイツサッカー連盟）とFIFAの仕事である。彼らが、この任務を成し遂げてくれることを信じている」とも話している。
2015年10月26日、2006 FIFAワールドカップの組織委員会会長を務めたベッケンバウアーが2005年にFIFAに対して送った670万ユーロ（日本円でおよそ9億円）について、「より多額の助成金を得るための手付金だった」と前置きをしたうえで、「FIFAA財務委員会の提案を受け入れたが、拒絶すべきだった。この過ちは私の責任だ」との声明を発表。
2015年11月3日、ドイツの検察当局はドイツサッカー連盟の本部を脱税の疑いで家宅捜索し、同時にニースバッハ会長、ツバンツィガー前会長の自宅も家宅捜索を行った。また同時に、ドイツの検察当局は、今回明らかにされた、ドイツサッカー連盟からFIFAに送金した670万ユーロ（日本円でおよそ9億円）について、「重大な脱税の疑いがある」という声明を発表している。
2016年1月27日、ドイツサッカー連盟が招致不正の事実を長年、隠蔽していたとドイツメディアが報じた。これは、ドイツサッカー連盟が外部法律事務所に委託した内部調査の資料の一部（内部調査で買収を裏付けるような多くのメールや書類）を、南ドイツ新聞とドイツの公共放送の合同取材グループが入手したことで、明らかになった。
さらに、FIFAの理事会の投票でFIFAワールドカップのドイツ開催が決まった2000年7月6日の前日に、何者かに25万ドル（日本円でおよそ3千万円）が支払われた例もある。これについては、米連邦捜査局（FBI）なども調査を始めたことが報じられている。
2016年3月4日、ドイツサッカー連盟は2000年7月のFIFA理事会によって行われた2006 FIFAワールドカップの開催地を決定する投票に際し、買収を行ったことについて「買収を裏付ける証拠は見つからなかったが、否定はできない」とする、内部調査の結果を発表した。
また、今回の内部調査では2005年にFIFAへ送金したとドイツサッカー連盟が2015年に認めた670万ユーロ（およそ8億4千万円）の使用の仕方について、その一部はワールドカップの組織委員会の会長を務めていたベッケンバウアーに、残りはかつてのFIFA理事を務めていたハマムがオーナーを務めているカタールのある企業に、それぞれ2002年に送金していたことが今回行った調査で明らかになり、その上で、ドイツサッカー連盟がワールドカップの事前イベント費用とうそをついたうえでFIFAに送金した事を指摘。
2016年3月22日、FIFA倫理委員会の調査部門は2006 FIFAワールドカップの招致過程に加えて、開催地決定の投票に関しての買収疑惑についてこの大会組織委員会の会長だったベッケンバウアーを含む関係者6人に対する調査を開始すると発表。加えて、ニースバッハとザンドロックの2人は、利益相反、ベッケンバウアーらは贈収賄の禁止に関しての倫理規定に違反しているのではないかという疑いがそれぞれあるとFIFAではしている。
2016年9月1日、スイスの検察当局は2006 FIFAワールドカップの元組織委員会会長のフランツ・ベッケンバウアーら4人に対して横領・背任に加え、マネーロンダリングの疑いで捜査をしていることを明らかにした。そのうち、ベッケンバウアーに対しては刑事訴追の手続きを始めたことを明らかにした。この4人は2006 FIFAワールドカップの招致に関連し、ドイツサッカー連盟の資金であった670万ユーロ（日本円でおよそ7億7000万円）を「文化プログラムの費用」だと偽り、連盟とは無関係の用途に充てるという疑いが持たれている。また、スイスの検察当局は、これに関連して2016年9月1日に家宅捜索を8か所で行ったことも明らかにしている。なお、スイスの検察当局によれば、2015年11月に捜査が始まったという。
2016年11月30日、スイスメディアはスイスの捜査当局が2002年から2007年までFIFA事務局長を務めたウルス・リンジを捜査の対象に追加したことを伝えた。また、同時に、11月23日に、スイスのドイツ語圏において、FIFAの関係先に対し、捜索が行われたことも明らかにされた。これは、ドイツサッカー連盟が670万ユーロの送金で、これに、ウルス・リンジが関与した疑いがあるという。
2016年12月16日、FIFAの上訴委員会は、ドイツサッカー連盟のかつての会長だったニースバッハから出された異議申し立てについて、退ける裁定を下した。
2018年1月14日にFIFAのかつての理事だったハマムがドイツのZDFのインタビューに、ドイツからの670万ユーロ（日本円でおよそ9億円）の送金を認めたものの、目的については、「Ｗ杯のためではない」として不正については否定し、その上でハマムは、「開催が既に決まっていた後のことで、なぜドイツが私に賄賂を送らなければならないのか」とも話している。

## 事件の背景
2015年6月8日、イギリスのBBC（英国放送協会）に対して1990年代半ばと2001年から2003年にわたって、ブラッター会長の側近だったグイド・トノーニが「長い間、FIFAでは目的を達成する唯一の手段はドル札を握り締めることだった」と語って、かねてからFIFAの内部では贈収賄がいわば常習化していたと明らかにし、さらに、不正以外の方法で2018年・2022年のFIFA ワールドカップの開催国がロシアとカタールになる方法はあったかについて、「あったかもしれないね。推測だけど」と皮肉を交えて、不正があったことを認めたが、「たとえFIFAの人々が賄賂を受け取っていたとして何が問題なのだ？ FIFAやその人たちは、それ以外の方法でW杯開催を勝ち取る方法はなかった」とも話している。
また、スポーツ総合研究所所長の広瀬一郎がこの事件の背景について1995年のUEFA（欧州サッカー連盟）による「ビジョン1&2」と題された公開質問状と、1995年の公益法人登録にあったとしたうえで「原因は「カネ余り」であり、それは「不相応な収入金額」にある。」とした上で、お金の使い道が無い、いわゆる「あぶく銭」となるお金が流れ込むことになったと指摘した。
そのきっかけになったのが、1996年の7月にFIFAワールドカップで史上初のテレビ放送権の入札が行われ、これまでの放送権料がおよそ200億円だったのが、この入札によって1150億円に一気に跳ね上がった為、利益額が1つの大会あたり、950億円増加。特に、2002年と2006年のFIFAワールドカップの放送権料の合計がおよそ2300億円となったと指摘している。
その背景として1995年の夏にUEFAから「ビジョン1&2」と題された公開質問状という形で提出され、内容は「会長職の単期制」と「マーケティング改革」で、特に「マーケティング改革」の場合、「FIFA最大の資産であるW杯の諸権利を（当時の）アベランジェ政権は、十分にマーケティングしていない」という指摘だったため、1996年にFIFAワールドカップ史上初めて「テレビ放送権の入札制導入」が実現されたと指摘した上で、指摘するUEFAも、指摘されるFIFAにもビジョンがなく、しかも公共性という視点が欠けていた為、いわゆる「あぶく銭」がFIFAにたまり始めたという。
さらに、1994年のアメリカでのFIFAワールドカップで、アメリカの内国歳入庁から「事業税」の支払いを求められたことがきっかけで、スイスでの「公益法人」の登録がしていなかったことが明らかになり、1998年のフランスでのFIFAワールドカップに備え、急きょ、1995年に公益法人登録を行った為、後日、FIFAの理事は、いわゆる「みなし公人」として、司法の糾弾を受けることになるとは思ってもいなかったのではないかと指摘している。

## 関連した問題
2010年のFIFAワールドカップのヨーロッパ予選において、アイルランド対フランスの試合で、ティエリ・アンリのハンドの反則を審判が取らずに、試合に敗れたアイルランドのサッカー協会に対して、FIFAから法的手段に打って出ないように、500万ユーロ（日本円でおよそ6億円）の資金提供が行われていたことを、アイルランドサッカー協会のディレイニー会長がアイルランドの公共放送であるRTEラジオの番組に出演して明らかにした。
FIFAが2015年6月4日に明らかにした声明によれば、提供した資金は当初500万ドル（日本円でおよそ6億2200万円）としていたが、アイルランドサッカー協会からの指摘を受け、通貨単位をドルからユーロに訂正した。
FIFAは2015年6月4日付の声明で、「（支払った金銭は）アイルランドのスタジアム建設のために貸し付けたものだ」とした上で、「アイルランドがその次のワールドカップ大会の予選を勝ち抜けば返金されることで合意していた」としている。また、アイルランドサッカー協会は6月5日付をもって、FIFAから貸付金として受け取った500万ユーロの返済義務が無くなったことについての経緯を明らかにし、それと共に、銀行口座の記録に加え、返済不要が認められた文書の資料について公表した。アイルランドサッカー協会はアイルランドのエンダ・ケニー首相に対して、この件について詳しい説明を求められた。

## 他の疑惑
2015年6月3日にFIFAのチャック・ブレーザー元理事がFIFAワールドカップの2010年の南アフリカ大会の開催地の決定を巡って賄賂を受け取った事に加え、1998年のフランス大会の開催地の決定を巡り、賄賂を受け取ったことを認める証言をしたことがわかった。これは2013年にブレーザー元理事がアメリカで訴追され、同じ年に法廷で行った「有罪答弁」というもので、賄賂を受け取ることを、それぞれの理事が合意をしていたという風に証言をしていたという。容疑が詳しく書かれている裁判所の文書では、ある共犯者がフランスと共に招致活動をしていたモロッコから賄賂を受け取り、その際に、ブレーザー元理事も同席しており、「1998年W杯の開催国決定をめぐり、1992年前後にほかの人物と共謀して賄賂の授受を促すことに合意した」と証言。しかし、FIFAワールドカップのフランス大会の組織委員長だったジャック・ランベールが4日に「フランスの招致チームは何の不正も犯していないと確信している」として、指摘された疑いについて否定をしている。
2015年6月3日に連邦裁判所が公表した文書によれば、ブレーザー元理事は北中米カリブ海の王者を決するCONCACAFゴールドカップという大会で1996年・1998年・2000年・2002年・2003年のそれぞれの大会の放送権利の見返りに、共犯者らと「賄賂やキックバックの授受に合意した」という趣旨の容疑を認めているという。
また、2011年に行われたFIFA会長選に際しアジアサッカー連盟の幹部でもあった立候補者から、ワーナーに対しおよそ4500万円が送金され、マネーロンダリングが行われ、その上で、他の協力者に対してもリベートをしていた。起訴状によれば、具体的にはジャック・ワーナー元副会長が2011年6月のFIFA会長選に向け立候補を表明していたその時の幹部の依頼を受けて、投票権を持つメンバーを集めた臨時の会議を開き、投票の呼びかけを支援した際、かつての幹部は1人当たりで500万円の現金が入った封筒を用意して、ワーナーが「別の部屋にお土産がある」とメンバーに告げ、現金を持ち帰らせたという。
アメリカの司法当局が2014 FIFAワールドカップブラジル大会についてのスポンサー活動に関する捜査を進めると2015年6月4日付のエスタド・ジ・サンパウロという地元の新聞に報じられた。
ブラジルサッカー連盟のリカルド・テイシェイラ元会長が、ブラジルのマーケティング会社の幹部が名義になっているマンションを市場価格に対して値段を大幅に下げて購入したという疑惑が持たれている。
ジャック・ワーナー元副会長のその息子がFIFAから2006 FIFAワールドカップと、2010 FIFAワールドカップのチケットを大量に買って高い価格で転売し、2006年大会で不正に得た利益が少なくとも日本円で1億4000万円余りだったことが、6月5日に公開されたジャック・ワーナー元副会長のその息子の裁判資料によって明らかにされた。
ジャック・ワーナーFIFA元副会長が北中米カリブ海サッカー連盟会長を務めていたころに、2010年に発生したハイチ大地震の被災地をお見舞いしたワーナーの呼びかけに応じ、大韓サッカー協会から50万ドル、FIFAから25万ドル、合わせて75万ドル（日本円でおよそ9300万円）の義援金をワーナーが管理している銀行口座に入れた後に、私的流用という形で着服した可能性が強いとして、アメリカの司法省が捜査していることが6月9日までに分かった。
1990年代にサウジアラビアで行われたFIFAコンフェデレーションズカップにて、支出が超過すると「補償金」を支出していた。ただし、保証金の支払先や1995年か1997年のどちらかの大会に支出したかはわかっていない。しかも、この支払いは、FIFA財政委員会やFIFA理事会の承認をせずに、ブラッター会長の自分の考えだけで行われたという。

## FIFA関係者の動き

### ブラッター会長の動き
2015年6月2日、アメリカの司法当局がFIFAのブラッター会長を捜査の対象に加えている事がわかり、その同じ日である、2015年6月2日に、5月28日にFIFA会長選で5回目の当選を果たしたばかりだった、FIFAのブラッター会長が辞意を表明した。ブラッター会長は声明の中で「FIFAとサッカーに最善のことだけをしたい」と述べ、「FIFAのメンバーに（会長の）任務を与えられたが、ファンや選手らを含むすべてのサッカー界から与えられた任務ではないと感じた」として、今回の汚職事件の責任をとるべきという外部の意見に配慮した形となった。
しかし、12月のFIFA会長選までブラッターが会長職を務めることについては2015年6月5日にFIFAのヨハンソン元副会長が「彼はすぐに去るべきだ。われわれはクリーンであることを求められている」と述べたり、汚職を監視しているNGO法人のトランスペアレンシー・インターナショナルも「ブラッター会長は新しいFIFAを監督することはできない。今退陣すべきだ」との声明を発表したりと、早期退陣を求める意見がある。しかも、ブラッター会長が受け取る退職金が1020万ポンド（日本円でおよそ19億4820万円）、年金の方も40万ポンド（日本円でおよそ7640万円）となっていて、これを報じた2015年6月5日付のイギリスの新聞であるザ・サンは「汚職疑惑の責任を取らされる形で辞任するにもかかわらず、超破格の退職金などを受け取れば、サッカー・ファンのさらなる怒りを買うだろう」と指摘している。
これについては、2015年5月29日に行われたFIFA総会にてFIFA副会長の就任を承認されたものの、「ブラッター会長の指導力を信頼できない」という理由で2015年5月30日に辞意を示していた、フットボール・アソシエーションのギルがFIFA副会長の復帰を考えることをイングランドサッカー協会の公式サイトにて明らかにし、「私の辞任は公式に承認されておらず、FIFAに明るい未来をもたらす手助けを喜んでしたい」としていた。
2015年6月7日付のドイツの新聞・ビルトが伝えているところによれば、FIFAが加盟している209のサッカー協会に対し、今回のブラッター会長の再選について、「感謝の意」を述べると同時に「総会後も依然としてFIFAは強い圧力の下にあり、私はFIFAへの圧力を取り除くために会長職からの退任を決めた。FIFAという機関とサッカーそのものを保護するのが、私には大事だ」という趣旨の手紙をブラッター会長自身が送ったことを明らかにした。
2015年6月13日付のスイスの日曜紙であるシュバイツ・アム・ゾンタークの電子版が、FIFAのブラッター会長に最も近い関係者の話として、ブラッター会長が辞意を撤回するのではないかと伝えている。また、この関係者は、FIFAに加盟しているアジアとアフリカの中にあるサッカー協会の中に、ブラッター会長を支援して、早く辞任することを阻もうとする動きがあって、ブラッター会長も続投を否定していないという。しかも、2015年6月15日付のイギリスのSky Sportsが、ブラッター会長に、最も近いアドバイザーで、この度の会長選挙で活躍をしていた側近の話として伝えたところによれば、FIFAのブラッター会長が、一転して、辞意を撤回した上で、会長にとどまる可能性があると語っていて、その根拠として、ブラッター自身が納得できる後任候補がいない場合、続投を検討するという。その理由として、このアドバイザーは「アジアとアフリカから支援のメッセージを受けた。現時点で語学力やサッカー界の知識においてブラッター会長と同レベルの候補者は出ていない」としている。
これについて2015年6月14日、FIFAの監査委員会のスカラ委員長が「ブラッター会長は辞任の約束を破るべきではない」と話している。
2015年6月17日にブラッター会長がアメリカの弁護士で、かつての連邦検事だったリチャード・カレンと契約を締結した。
2015年6月26日に、ブラッター会長はスイスの新聞・ブリックでのインタビューで会長職について「辞任したわけではない」とした上で、「私自身のことも、事務所の処遇も、FIFA総会の判断にゆだねる」としていたが、6月27日のスイスの新聞である「Walliser Bote」のインタビューでは「私は候補者ではないが、選出された会長だ」とした上で、「会長職から身を引いた際にはどうするのか」については「現在のところはそれについて考えていない」とし「私の退任の決断は、FIFA、そして私自身を解放するものだ」とした。

### ジャック・ワーナー元副会長の動き
FIFA元副会長のジャック・ワーナーが、2015年6月3日にトリニダード・トバゴでの国民に向けたスピーチを、テレビを通じて行い、この中で、FIFAとFIFAのゼップ・ブラッター会長に対して、2010年のトリニダード・トバゴの国政選挙に干渉していたことを主張して、それと共に、FIFAの汚職に関連した多くの証拠を明らかにする用意があると話している。これは「戦う覚悟はできている」とのタイトルというビデオで述べたもので、「それ（証拠文書）はまた、FIFAを舞台にした国際取引についてのわたしの知識を扱っている。それはブラッター会長を含んでいるし、同会長だけにとどまらない。さらに、トリニダード・トバゴの現職首相に絡んだ他の事項も含んでいる」と話した。また、FIFAの資金とトリニダード・トバゴの統一国民議会に加え、2010年に行われたトリニダード・トバゴの総選挙において、「人民のパートナーシップ」という政府とのつながりを示す書類について、ファイルという形にまとめている事を明らかにした。さらに、ジャック・ワーナー元副会長自身が、身の危険を感じていることについてもこのビデオでは明らかにしている。この映像がテレビで放送された直後にワーナーは、自身が率いる政党の集会に参加して、この場でもFIFAの疑惑に対する捜査に協力するというのを改めて明らかにした。
2015年6月5日、FIFAのジャック・ワーナー元副会長は今回の汚職事件について「とどのつまり、首相の全ての関心事は、手下が約束通り昇進するよう私を調教することだった。私は沈黙を破らなかったことで、トランペットを吹かなかったことで、政府の悪魔の策略を世に知らしめることをしなかったことで責められている。長い間沈黙し続けたが、これが最大の失敗だ。私の根本的な弱さであり、最も悲しむべき欠点だ」として、かつての盟友だった、カムラ・パサード＝ビセッサー首相が率いている、トリニダード・トバゴ政府によっての陰謀だと非難した。
2015年9月29日、FIFAの倫理委員会はジャック・ワーナー元副会長に対して「サッカーに関するあらゆる活動を永久に禁じる処分」を下し、声明では「要職の立場を利用し、繰り返し職権を乱用してきた」としている。

## FIFAとの関係見直しの動き
2015年6月12日、国際刑事警察機構（ICPO）は今回の事件を受けて、「スポーツの綱紀粛正に向けたプログラム」について、FIFAから提供を受けた資金の利用を止めると発表。今回の決定についてはFIFAとの距離を置くというのが目的だが、すぐさま、FIFAが声明の中で、「失望している」とした上で「事業へのわれわれの協力は、国境を越えた八百長問題の取り組みにおいて重要な役割を果たしてきた。事業と汚職事件とは関係がない」とした。
2015年6月15日、ノーベル平和センターは、FIFAとの関係を打ち切ると発表した。ノーベル平和センターの発表によると、理事会が「状況が許す限り早くFIFAとの協力関係を終えるよう事務局に求めた」とされていて、詳しい理由については明らかにされていないが、今回明らかになったFIFAの汚職事件に配慮した形になった。ノーベル平和センターではこの3年にわたり、FIFAのゼップ・ブラッター会長が提唱していた「Handshake for Peace（平和のための握手）」とする世界平和に対する取り組みについて後押しをしていた。

## 各国の捜査の動き

### アルゼンチン
アルゼンチンの裁判所は2015年5月28日、アルゼンチン出身であるスポーツ企業の関係者5人のうち3人の逮捕を命じた為、司法当局が捜査を開始。この3人は6月にチリで行われることになっている南米選手権の放映権獲得に向け、スポンサーの権利をめぐって便宜を図ってもらい、その見返りに、FIFAの傘下にある南米サッカー連盟の幹部らに対して、4000万ドル（日本円でおよそ50億円）の賄賂を渡したとされている。その額は4000万ドル（日本円でおよそ50億円）になる。また、贈賄の疑いでブエノスアイレスのイベント会社の役員も捜査の対象に含まれている。
また、アルゼンチン政府は脱税の疑いでも捜査を開始した。アルゼンチンの警察当局は2015年5月29日に、アルゼンチンの2つのスポーツ関連代理店を家宅捜索し、国際刑事警察機構（ICPO）の求めに応じて財務資料を押収した。
2015年6月18日、アメリカで起訴されたアルゼンチンのスポーツ代理店幹部2人がブエノスアイレスの裁判所に出頭し、この2人は70歳と40歳の親子でいずれもアメリカが求める引き渡しに対して、抵抗することにしていて自宅での軟禁を要求している。

### ブラジル
ブラジルでもブラジル連邦議会の上院で事件が明らかになって1日後の2015年5月28日、ブラジルサッカー連盟の不正を独自に調べる、議会調査委員会の設置を承認した。この調査委員会はブラジルの連邦警察とブラジル司法省の3つの機関と合同で調べを行う。
それに2014年に行われたFIFAワールドカップの組織委員会の会長だったブラジルサッカー連盟のジョゼ・マリア・マリン前会長に加え、スポーツ会社会長の2人がアメリカの司法当局に対して、組織的不正の疑いで起訴され、これを受けてブラジルの司法当局は5月28日に、ブラジルサッカー連盟の幹部が関わっている汚職事件についてもブラジル国内での捜査を行うと発表、そのために、かつて放映権を扱った企業と締結した契約書の提出をブラジルサッカー連盟から受けて捜査を始めた。
さらに、ブラジルの警察が今回の事件での違反行為について捜査を始めているとブラジルのカルドゾ法相が2015年5月28日に明らかにしていて、ブラジルの警察当局が、現地のスポーツマーケティング企業を強制捜査を行い、この事件に関係した資料を押収した。
2015年5月29日には、マリン前ブラジルサッカー連盟会長の逮捕を受けて司法相や警察が今後の捜査方針について協議を行い、またブラジルの税務当局も脱税が有るかどうかを調べるため、アメリカ司法省に対して情報の提供を要請した。
ブラジル警察はマネーロンダリングの容疑で、ブラジルサッカー連盟のリカルド・テイシェイラ元会長の捜査を6月1日に始めた。ブラジルの金融活動監視審議会は、テイシェイラ元会長が2009年から2012年の間に、合わせておよそ4億6500万レアル（日本円でおよそ181億円）を海外の銀行口座とブラジルの国内口座間で資金の移動を行っていたことを把握している。かつてのサッカーブラジル代表のフォワードで、現在は国会議員としてブラジルサッカー連盟を批判してきたロマーリオがブラジルの国会上院内にて調査委員会を発足させ、「この機会を逃してはならない。ブラックボックスを分解したい」と厳しい追及を行うことになっている。
ブラジル出身のアベランジェFIFA前会長やブラジルサッカー連盟・元会長でFIFA元理事のテイシェイラも、過去に収賄の疑惑が持たれ、調査対象とされた。その為、ブラジルのジルマ・ルセフ大統領は「必要ならすべての大会を捜査対象にすべきだ」と主張した。

### オーストラリア
2015年6月4日をもって、2022年のFIFAワールドカップ招致に絡んでオーストラリアからFIFA側に50万オーストラリアドルを送られたことについて不審な点があるとして、オーストラリアの警察でも捜査を始めていて、警察が発表した声明では「現在、オーストラリアサッカー連盟からFIFAへの公金の不正支出の申し立てを調査している」としている。オーストラリアサッカー連盟のフランク・ローフィー会長が中南米カリブサッカー連盟がワーナーの地元・トリニダード・トバゴの中核研究拠点に対して、400万オーストラリアドル（およそ4億8000万円）の寄付を求めたが、オーストラリアサッカー連盟とオーストラリアのFIFAワールドカップ招致委員会は共に50万オーストラリアドルの寄付を申し出たものの、この寄付金は中南米カリブサッカー連盟に渡った。そのため、最終的にワーナー自身が「不正を働き、公金を横領した」と、オーストラリア・サッカー連盟のフランク・ローウィー会長が2015年6月3日に明らかにした公開書簡では記してあった。

### その他
コスタリカでは、コスタリカサッカー協会の会長が起訴されていて、アメリカの司法当局と連携してコスタリカサッカー協会会長がコスタリカで関わっているおよそ10の企業を中心を対象にして調べが行われることになっている。
パラグアイの裁判所では2015年6月1日付で、アメリカに起訴されたFIFAのニコラス・レオス元理事を自宅軟禁の下に置くという決定を行った。アメリカ側はパラグアイ政府に対し、元理事の引き渡しを求めているが、それに対し、ニコラス・レオス元理事はパラグアイの政府が引き渡しに応じるべきではないと語っている。2015年6月11日、パラグアイ上院が、南米サッカー連盟本部の治外法権というのを剥奪させる法案を可決し、もし、大統領の署名で成立をすると、南米サッカー連盟本部の捜索が可能になるという。
ベネズエラでは、2015年6月5日にベネズエラの検察がカラカスにあるベネズエラサッカー連盟の本部に家宅捜索に入り、検察が発表した声明としてラファエル・エスキベルベネズエラサッカー連盟の会長が持っている銀行口座の凍結を行い、それに加え保有資産の売却を禁止したことを明らかにした。

## 金融機関の動き
イギリスの金融大手であるバークレイズとスタンダードチャータード銀行の2つの企業は、2010 FIFAワールドカップの開催地決定での汚職の疑いが持たれているので、2つの企業のサービスが、FIFA幹部に対しての賄賂の送金などに使われなかったかについての内部調査を始めた。これを受け、世界の大手銀行の各社はFIFAとの関係を精査していて、特に、欧米の主要金融機関はFIFAに関連した口座のチェックの強化を行っている。しかも、FBI・アメリカ連邦捜査局がアメリカ・ニューヨーク州やフロリダ州内にアメリカ・ヨーロッパの欧金融機関の口座を持っている北中米カリブ海サッカー連盟のアメリカ内の事務所を家宅捜索したことについて、ある大手金融機関幹部は「（金融機関は）パニックに陥っている」という。
スイスの金融大手であるジュリアス・ベアは今回の汚職事件によって、自社の口座が不正に利用されたかを確認するため、内部調査に着手。ジュリアス・ベアはアメリカ司法省の起訴状で、この口座が賄賂のやりとりに用いられていたと指摘。ジュリアス・ベアの広報担当は「内部調査を開始した。当局に全面的に協力している」と話している。
2016年2月26日、アメリカの金融大手であるシティグループがこの事件に関して、ブルックリン連邦地検から召喚状を受け取っていたことを明かした。これは、アメリカの証券取引委員会に提出された年次の届け出によって、明らかにされたもので、受け取っていた時期はわからないが、シティグループ側がこの事件に関与したと思われる複数の「特定人物」に関連した取引情報の開示をブルックリン連邦地検から求められたため、シティグループはこの事件の捜査に協力した。

## 様々な反応
アメリカ司法省のリンチ司法長官は、2015年5月27日の会見で「ワールドカップを開催し、サッカーの清廉さを守る責任ある立場にありながら、サッカービジネスを腐敗させ、私腹を肥やしてきた」と批判。FBIのコミー長官は「サッカーは貧富に関係なく、男女を問わず誰でもが楽しめるスポーツだ。しかし、私腹を肥やそうとする者により、このスポーツがハイジャックされ、平らで美しいフィールドがねじ曲げられてきた。腐敗が一掃されるまで捜査は続く」と述べた。また、アメリカの内国歳入庁の責任者は「これは、まさに『不正のワールドカップ』だ。そして、きょう、われわれはFIFAに対してレッドカードを提示した」と述べた。
FIFAのブラッター会長は2015年5月27日付けで声明を発表し、捜査に全面的に協力するとした上で「両当局（スイスとアメリカの当局）の調べはFIFAが既に取り組んできた不正撲滅を加速させる」との声明を出し、その上で「大勢の人が変化のスピードに不満を持っている」と認めた上で「私たちが行動を始め、取り組み続けていることを強調したい」と主張した。一方で、欧州サッカー連盟は理事会を開き「FIFAの文化が根底まで腐敗している証拠。FIFAは“再起動”する必要がある」と批判する声明を発表している。その上で、2015年5月29日に行われることになっているFIFA会長選挙の延期を求め、もし、延期しなければボイコットも検討。また、アジアサッカー連盟は2015年5月28日付で声明を発表して、「いかなる遅延にも反対する」と、会長選の実施を求めた。
2002年に行われた、ソルトレークシティ冬季オリンピック招致の不正が発覚して以来、IOC（国際オリンピック委員会）の浄化のために調査を主導して行ってきた弁護士のパウンドは2015年6月5日に、「事態はより根深く重大な状況で汚職、賄賂、資金洗浄とあらゆることが話題になっている」とした上で、ソルトレークシティオリンピックでの不正を比較すると「審理を進めるには、はるかに複雑だ」と指摘している。これに関連して、IOCのトーマス・バッハ会長は2015年6月6日にイギリスのテレビ局であるSky Newsに出演して国際サッカー連盟（FIFA）に対し、「FIFAにとって極めて大切なのは、信頼の回復だ。私にできる唯一の助言は、全力で改革に取り組み、この深刻な訴えに全力で向き合ってほしいということだけだ」と話し「15年前、同様の苦境を味わったとき、われわれは二つのことをした。メンバーに対する迅速な処分を実行し、10人の委員を追放、または引退させた。そして改革に乗り出した」とした上で、「われわれは、IOCが選び抜かれたアスリートで構成されていること、説明責任のシステムや開催国決定の厳格なルールを持っていること、透明性を高める改革を今も続けていることに大きな誇りを抱いている」と語った。2015年6月7日、IOC（国際オリンピック委員会）が理事会を開いて、FIFAのブラッター会長の辞意（後述）について議論を行った結果、「組織改革の行方を注視する方針」で一致を見た。その上でバッハ会長は、「信頼回復へ透明性が最重要。FIFAが全力で改革に取り組んでほしい」と述べている。また、IOCのアダムス広報部長は今回の汚職事件について捜査が続いている状況について、「IOCからFIFAに対する決定や提案はないが、密接な関係を続けて推移を見守りたい」とした。
2015年6月11日、欧州議会はFIFAのブラッター会長が即時に辞任し、直ちに臨時会長を選出するように求めるという趣旨の決議を採択した。その上で「一連の汚職疑惑は世界的な競技であるサッカーの信用を著しく損ねた」という事で、FIFAに対して、透明性を高める目的での構造改革に取り組むように求めている。また、FIFAの監査委員長が、もし、不正が立証されれば、2018年のロシア大会と2022年のカタール大会について、開催を中止する可能性についての考えを示したことを、欧州議会としても支持する方針で一致し、その上で、疑惑の全容解明のため、EU各国が当局の捜査に協力するように求めた。